# Karen Pence
Karen Sue Pence (nacida Batten, después Whitaker; Indianápolis, Indiana, 1 de enero de 1957) es una profesora y pintora estadounidense. Fue la segunda dama de los Estados Unidos desde el 20 de enero de 2017 hasta el 20 de enero de 2021 por ser la esposa del vicepresidente Mike Pence.

## Biografía
Nacida en el Barrio "Broad Ripple Village" de la ciudad de Indianápolis, el 1 de enero de 1957. Su padre es John Batten, que falleció en 1988 y su madre es Hacker Lilian. Después de graduarse en secundaria pasó a estudiar Magisterio en la Universidad Butler, donde obtuvo el título de grado Bachelor of Science y una Maestría en educación primaria. También se especializó en Bellas Artes.
Desde que terminó sus estudios superiores, durante todos estos años ha trabajado como profesora en diferentes escuelas de Indianápolis como la "John Strange Elementary School", "Acton Elementary School", "Fall Creek Elementary School" y "The Orchard School".
Conoció a su futuro esposo Mike Pence mientras tocaba la guitarra durante una misa celebrada en la iglesia Santo Tomás de Aquino, lo que según afirmaron fue amor a primera vista.
Tras unos años de noviazgo, ambos se casaron en 1985 y tienen tres hijos llamados Michael, Charlotte y Audrey.
A partir de 1988, su marido entró en el mundo de la política como miembro del Partido Republicano de los Estados Unidos.
Es una persona muy implicada en la iglesia. Después de su primer embarazo, decidió asistir a clases de pintura en acuarela y eso le ha llevado a comenzar una carrera como pintora, además de enseñar en casas particulares. Siempre ha querido pintar edificios históricos y comenzó con la residencia oficial del gobernador de Indiana, la cual es de estilo inglés y pasó a ser su futura residencia. Uno de sus mejores años logró vender unos 35 cuadros en ferias sobre el arte local y con el motivo de edificios históricos.
Como pintora se ha dado a conocer por abogar y su gran dedicación a la promoción del arte como una forma de terapia y curación para las personas enfermas.

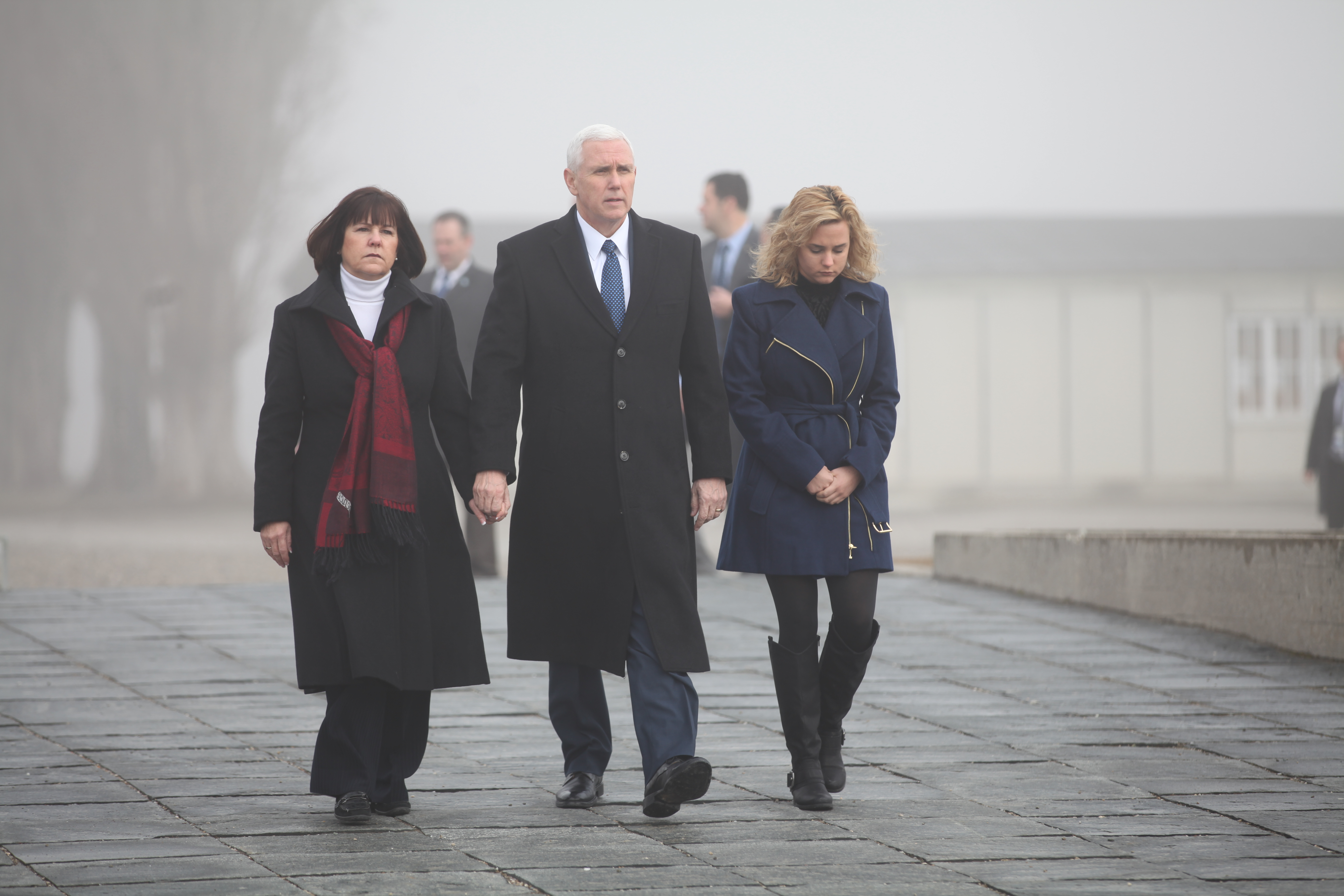
Karen y Mike Pence en Berlín

Cuando Mike Pence se convirtió en Gobernador de Indiana el 14 de enero de 2013, Karen como su esposa pasó a ser la primera dama del Estado. Se convirtió en la segunda dama tras la asunción de su esposo como vicepresidente del país junto al presidente Donald Trump, el 20 de enero de 2017.